# Anne Geneviève de Lévis
Anne Geneviève de Lévis (únor 1673 – 20. března 1727, Paříž) byla francouzská šlechtična, prvním sňatkem kněžna Turenne a druhým sňatkem kněžna ze Soubise.

## Život
Anne Geneviève byla jediným dítětem Louise Charlese de Lévis a jeho manželky Madame de Ventadour, guvernantky Ludvíka XV. Její rodiče se vzali v roce 1671, otec byl vévodou z Ventadour a guvernérem z Limousin.
Za svobodna byla Anne známá jako Mademoiselle de Ventadour.
Protože neměla žádné sourozence, byla jedinou dědičkou svého otce. Ten zemřel v roce 1717 a jeho statky přešly na rod Rohanů. Vévodství Ventadour však zaniklo.
V roce 1689 byla Anne podle pamětí markýze z Dangeau předpokládanou nevěstou pro Jacquese Henriho de Durfort (1670-1697), syna maršála Jacquese Henriho de Durfort de Duras a Marguerite Félice de Lévis, sestry Annina manžela - to z Anne činilo sestřenici potenciálního ženicha. Manželství se nikdy neuskutečnilo, protože proti němu byla Annina matka i babička Luisa de Prie.
Anne byla dvakrát vdaná; poprvé se provdala Louise Charlese de La Tour d'Auvergne, prince z Turenne, syna a dědice Godefroye Maurice de La Tour d'Auvergne a jedné ze slavných mazarinettek, Marie Anny Mancini. Pár byl oddán v Paříži 16. února 1691. Protože měl rod La Tour d'Auvergne ve Versailles postavení zahraničních knížat, patřilo jeho členům oslovení Výsost.
Jako součást věna Anne obdržela panství Roberval, které tak přešlo na rod La Tour d'Auvergne.
Manželé neměli potomky, Louis byla v roce 1692 povolán povolán k účasti v bitvě u Steenkerque a zemřel poté, co byl zraněn. Mladá kněžna z Turenne v devatenácti letech ovdověla.
Podruhé se provdala do rodu Rohanů. 15. února 1694 se jejím druhým manželem stal Hercule Mériadec de Rohan, syn Františka, knížete ze Soubise, a Anny de Rohan-Chabot, jeden čas milenky Ludvíka XIV. Protože Rohanové měli u dvora postavení zahraničních knížat, mohla Anne používat titul Její Výsost.
Z tohoto manželství se narodilo pět dětí, z nichž tři měly své vlastní potomky. Svého jediného syna Julese Anne Geneviève ztratila v roce 1724, když spolu se svou manželkou Annou Julií zemřel na neštovice.
Její vnuk Karel de Rohan se narodil v roce 1715 a po smrti rodičů, kdy mu bylo devět let, vyrůstal u svého děda Hercula Mériadeca. Karel byl později velkým přítelem Ludvíka XV.
Anne Geneviève zemřela v Paříži na Rue de Paradis v noci z 20. na 21. března 1727 ve věku asi 54 let. Pohřbena byla 23. března v Église de La Merci v Paříži. Její manžel se v roce 1732 znovu oženil s Marií Sophií de Courcillon a zemřel v roce 1749.

## Potomci
Druhému manželovi Anne Geneviève porodila pět dětí:
- Louise Françoise de Rohan (4. ledna 1695 – 27. července 1755), provdala se za Guye Julese Paula de La Porte, vévodu de La Meilleraye, vnuka Armanda Charlese de La Porte de La Meilleraye a Hortenzie Mancini; měla potomky a s manželem se stali prarodiči Louisy d'Aumont, přes níž je Anne Geneviève přímým předkem monackého knížete;
- Charlotte Armande de Rohan, abatyše z Jouarre (19. ledna 1696 – 2. března 1733), nikdy se nevdala;
- Jules François Louis de Rohan, kníže ze Soubise (16. ledna 1697 – 6. května 1724), oženil se s Annou Julií de Melun, dcerou Louise de Melun a Élisabeth Thérèse de Lorraine; měl potomky;
- Marie Isabela de Rohan, vévodkyně z Tallardu (17. ledna 1699 – 15. ledna 1754), provdala se za Marie Josepha d'Hostun de La Baume, vévodu z Hostunu a Tallardu (syn Camilla d'Hostun, vévody de Tallard); neměla potomky a byla guvernantkou dětí Francie;
- Luisa Gabriela Julie de Rohan (11. srpna 1704 – 20. srpna 1780), provdala se za Hercula Mériadeca, knížete z Guéméné a měla s ním potomky.